# Argentina nos Jogos Olímpicos de Inverno de 1972
A Argentina participou dos Jogos Olímpicos de Inverno de 1972 em Sapporo, no Japão.

## Esqui alpino
Masculino
| Jorge-Emilio Lazzarini | Downhill     |         |    |         |    | 2:08.29 | 51 |
| Carlos Perner          | Downhill     |         |    |         |    | 2:03.69 | 47 |
| Jorge-Emilio Lazzarini | Giant Slalom | 1:48.72 | 47 | 1:54.96 | 38 | 3:43.68 | 38 |
| Carlos Perner          | Giant Slalom | ?       | 43 | DNF     | –  | DNF     | –  |

Slalom masculino
| Atleta                 | Classificação | Classificação | Final   | Final | Final   | Final | Final   | Final |
| Atleta                 | Tempo         | Pos.          | Tempo 1 | Pos.  | Tempo 2 | Pos.  | Total   | Pos.  |
| ---------------------- | ------------- | ------------- | ------- | ----- | ------- | ----- | ------- | ----- |
| Carlos Perner          | DSQ           | –             | 1:08.72 | 41    | 1:07.80 | 30    | 2:16.52 | 30    |
| Jorge-Emilio Lazzarini | 2:33.86       | 8             | 1:10.45 | 42    | 1:08.49 | 31    | 2:18.94 | 31    |